# プルーデンティア (小惑星)
プルーデンティア (474 Prudentia) は、小惑星帯に位置する小惑星の一つ。
マックス・ヴォルフが発見し、ラテン語で「慎重」を表す言葉に因んで名づけられた。